# Gordan Bunoza
Gordan Bunoza, né le 5 février 1988 à Ljubuški (alors ville yougoslave), est un footballeur bosnien. Il évolue au poste de défenseur.

## Biographie
Après plusieurs matches disputés avec les espoirs bosniens, entre 2009 et 2010, Gordan Bunoza est sélectionné chez les seniors par Safet Sušić en septembre 2010 pour les rencontres face au Luxembourg et à la France, comptant pour les éliminatoires du championnat d'Europe 2012.

## Palmarès
- Champion de Pologne : 2011